# Uromastyx ornata
Espèce
Synonymes
- Uromastyx philbyi Parker, 1938
- Uromastyx ocellata ornata Heyden, 1827
- Uromastyx ocellata philbyi Parker, 1938

Statut de conservation UICN

 LC  : Préoccupation mineure
Statut CITES
Uromastyx ornata est une espèce de sauriens de la famille des Agamidae.

## Répartition
Cette espèce se rencontre en Égypte, en Israël, en Arabie saoudite et au Yémen.

## Liste des sous-espèces
Selon The Reptile Database (21 mai 2012) :
- Uromastyx ornata ornata Heyden, 1827
- Uromastyx ornata philbyi Parker, 1938

## Publications originales
- Heyden, 1827 : Atlas zu der Reise im nördlichen Afrika. I. Zoologie. Reptilien. H. L. Brönner, p. 1-24 (texte intégral).
- Parker, 1938 : Reptiles and amphibians of the southern Hejaz. Annals and Magazine of Natural History, sér. 11, vol. 1, p. 481-492.